# Åke och hans värld (roman)
Åke och hans värld är en roman från 1924 av den svenske författaren Bertil Malmberg. Den handlar om pojken Åke som tillbringar sina somrar på landet. Boken skildrar Malmbergs tidiga barndomsminnen från 1890-talets Härnösand. 
En dramatisering i regi av Bengt Lagerkvist hade premiär i TV-teatern den 31 oktober 1959. En filmatisering i regi av Allan Edwall hade premiär 1984.